# Maurice-Alphonse-Joseph-Marie Potet
Maurice-Alphonse-Joseph-Marie Potet, francoski general, * 5. oktober 1879, † 10. oktober 1950.